# 조선총독부 경무국
조선총독부 경무국(朝鮮總督府 警務局)은 조선총독부가 설치한 행정 조직이며 일제강점기 조선에서의 경찰 및 수사, 보안 등 치안 관련 사무를 관장하였다. 1919년 8월 20일에 설치되어 미군정 주둔 직후인 1945년 9월 2일 기능정지 및 폐지되었다.
본래는 재조선주둔군 헌병사령관이 겸직하던 자리였으나, 1919년 8월 20일 헌병 경찰 제도가 폐지되면서 재조선주둔 일본군 헌병에서 독립, 총독부 정무총감 산하의 독자적인 행정기관으로 개편되었다. 전신은 한국통감부 경무부(警務部)이다. 1945년 9월 2일 미군 주둔과 함께 효력이 정지되었다.

## 연혁
조선에서 일본의 경찰 기구는 한국통감부 경무부(警務部)를 전신으로 한다. 1905년 12월 21일에 통감부 및 이사청 관제(統監府及理事廳官制, 칙령 제267호)에 의해서 경무부(장은 경무총장)가 설치되어 이사청에 경부가 설치되었다. 경무부에는 고등경찰과(高等警察課), 경무과(警務課), 보안과(保安課), 위생과(衛生課)의 4과가 설치되었다.
1910년 6월 24일에 대한제국의 경찰 사무가 일본에 위임되어 한국의 경시청과 경무국이 폐지된다. 이에 수반하여 1910년 6월 30일에 경찰관서관제(警察官署官制, 칙령 제296호)에 의해 통감부 외국으로 경찰관서가 설치되어 중앙에 경무총감부(警務総監部), 지방에 경찰부·경찰서가 설치되었다. 경무총감부의 장은 경무총장이며 주차군(주둔군) 헌병대 사령관이 겸직하였고 한국의 경찰 사무를 통괄하고 황궁과 한성의 경찰 사무를 담당하였다. 이 제도는 한일 병합 조약이 체결되어 조선총독부가 설치된 후에도 유지되었다. 경무총감에는 헌병대 사령관, 각 도의 경무부장은 헌병대장이 임명되어 지방 행정 기관의 외곽 기구로서 일반 경찰과 위생 사무를 통괄하여 집행하였다(헌병경찰제도). 1919년 8월 20일에 헌병경찰제도는 폐지되어 독립 관청인 경무총감부와 각 도의 경무부가 폐지되었다. 총독부에 경무국이 설치되었고 지방에서는 도지사가 경찰권을 행사하였다. 1921년 2월 이후에는 경찰부로 변경되었다.

## 조직 및 기구
※ 1941년 9월 1일 당시의 조직 구성으로 이외에도 총독부 소속 관청으로서 경찰관 강습소 등이 있었다. 또한 각 도에는 경찰 사무를 담당하는 부국으로서 도청 산하에 경찰부가 설치되어 있었다.
- 경무국(警務局)
  - 비서실
  - 경무과(警務課)
  - 방호과(防護課)
  - 교통과(交通課)
  - 경제경찰과(經濟警察課)
  - 보안과(保安課)
  - 도서과(圖書課)
  - 위생과(衛生課)
  - 발파기술원양성소(發破技術員養成所)

## 역대 경무국장

### 한국통감부 경무부 경무총장
- 오카 기시치로(岡喜七郎) 1905.12.31 ~ 1907.09.19
- 대리 오카 기시치로(岡喜七郎) 1907.09.19 ~ 1910.06.14
- 아카시 모토지로(明石元二郞) 1910.06.14 ~ 1910.10.01

### 경무총감부 경무총장
- 1 아카시 모토지로(明石元二郞) 1910.10.01 ~ 1914.04.17
- 2 다치바나 고이치로(立花小一郎) 1914.04.17 ~ 1916.04.01
- 3 후루미 이즈시오(古海嚴潮) 1916.04.01 ~ 1918.07.24
- 4 고지마 소지로(児島惣次郎) 1918.07.24 ~ 1919.08.20

### 경무국장
- 5 노구치 준기치(野口淳吉) 1919.08.20 ~ 1919.09.05
- 6 후루미 이즈시오(古海嚴潮) 1919.09.05 ~ 1919.09.20
- 7 아카이케 아쓰시(赤池濃) 1919.09.20 ~ 1922.06.18
- 8 마루야마 쓰루키치(丸山鶴吉) 1922.06.18 ~ 1924.09.27
- 9 미쓰야 미야마쓰(三矢宮松) 1924.09.27 ~ 1926.09.26
- 10 아사리 사부로(淺利三郎) 1926.09.26 ~ 1929.11.04
- 11 모리오카 지로(森岡二朗) 1929.11.04 ~ 1931.06.26
- 12 이케다 기요시(池田淸) 1931.06.27 ~ 1936.04.23
- 13 다나카 다케오(田中武雄) 1936.04.23 ~ 1936.09.05
- 14 미쓰하시 고이치로(三橋孝一郎) 1936.09.05 ~ 1942.06.02
- 15 단케 이쿠타로(丹下郁太郞) 1942.06.02 ~1944.08.01.
- 16 니시히로 다다오(西廣忠雄) 1944.08.01 ~ 1945.09.02(해방 이후에도 임무 수행)

### 경무국 부국장
- 한종건 1945.08.16 ~ 1945.09.02.

## 참고 문헌
- 조선총독부 편, 《시정 30년사》(施政三十年史), 조선총독부, 1940년.
- 조선총독부 편, 《조선사정 쇼와 17년도판》(朝鮮事情 昭和十七年度版), 조선총독부, 1941년.
- 전전기관료제연구회 편, 《전전기일본관료제의 제도·조직·인사》(戰前期日本官僚制の制度·組織·人事), 도쿄대학교출판회, 1981년.

## 같이 보기
- 조선총독부
- 조선총독부 정무총감
- 대한민국 경찰청